# Unser Song für Malmö
Unter dem Titel Unser Song für Malmö fand am 14. Februar 2013 die deutsche Vorentscheidung zum Eurovision Song Contest 2013 statt, bei der der Interpret und das Lied für den am 18. Mai 2013 in Malmö, Schweden stattfindenden Wettbewerb gesucht wurden. Dabei gingen Cascada mit ihrem Song Glorious als Sieger hervor. Zum ersten Mal seit 2009 erfolgte die Auswahl des Kandidaten nicht über eine Zusammenarbeit zwischen ProSieben und dem NDR, sondern über eine alleinige Produktion des NDR.

## Format
Bei der Sendung standen zwölf Kandidaten zur Auswahl. Der Sieger wurde zu je einem Drittel durch eine Internet-Abstimmung der Radiosender der ARD in der Woche vor der Vorentscheidung, durch eine Fachjury sowie durch ein Televoting am Wettbewerbsabend ermittelt.

### Abstimmung
Die Künstler wurden nach Auswertung der vergebenen Stimmen dreimal mit dem Punktesystem des Eurovision Song Contests (12, 10, 8 bis 1) bewertet. Das heißt, der bestbewertete bekam 12 Punkte, die weiteren folgten mit 10, 8 bis 1 Punkt, zwei erhielten keinen Punkt.

#### Radio und Internet
Vom 7. Februar 2013 bis 14. Februar 2013, 20:00 Uhr hatten die Hörer die Möglichkeit, auf den Internetseiten der Radiosender Bayern 3, Bremen Vier, 1 Live, rbb Fritz, hr3, MDR Jump, NDR 2, SR 1 Europawelle und SWR3 ihren Favoriten zu wählen. Die Einzelergebnisse der Radiosender wurden zu einem Gesamtergebnis verrechnet.

#### Jury
Eine Fachjury, bestehend aus den Musikern Tim Bendzko, Roman Lob, Anna Loos und Mary Roos sowie dem Musikjournalisten und ESC-Kommentator Peter Urban, bewertete die Songs ebenfalls mit Punkten.

#### Televoting
Die Zuschauer hatten die Möglichkeit, in einem vorgegebenen Zeitfenster durch Televoting ihren Favoriten zu wählen.

### Zusammenfassung der Abstimmungsergebnisse
Abschließend wurden die Punkte aus allen Abstimmungen zusammengezählt. Gewinner und somit Vertreter Deutschlands beim Eurovision Song Contest 2013 in Malmö wurde am Ende, wer die meisten Punkte aus allen Abstimmungen gesammelt hatte.

## Teilnehmer
Fünf Vertreter der Plattenfirmen Universal, Sony, Warner, EMI und Embassy of Sound, der Brainpool-Geschäftsführer Jörg Grabosch sowie der ARD-Unterhaltungsverantwortliche Thomas Schreiber entschieden nach Angaben Schreibers über die Teilnehmer. Deren Namen wurden im Dezember 2012 bekanntgegeben.
| Interpret                        | Lied Musik (M) und Text (T)                                                                                       | Sprache            |
| -------------------------------- | --- | ------------------ |
| Ben Ivory                        | The Righteous Ones M/T: Alexander Kronlund, Ali Payami, Ben Ivory                                                 | Englisch           |
| Betty Dittrich                   | LaLaLa M/T: Betty Dittrich, Andreas Joh                                                                           | Deutsch            |
| Blitzkids mvt.                   | Heart on the Line M/T: M. Pittner, S. Malicha-Marx, S. Walker, T. Peters                                          | Englisch           |
| Cascada                          | Glorious M/T: Yann Peifer, Manuel Reuter, Andres Ballinas, Tony Cornelissen                                       | Englisch           |
| Finn Martin                      | Change M/T: Finn Martin, Belle Humble, Marky Bates                                                                | Englisch           |
| LaBrassBanda                     | Nackert M/T: Stefan Dettl, Manuel Winbeck, Manuel da Coll, Oliver Wrage, Andreas Hofmeir, Willy Löster, Olaf Opal | Deutsch (Bairisch) |
| Mia Diekow                       | Lieblingslied M/T: Mia Diekow, Philipp Schwär                                                                     | Deutsch            |
| Mobilée                          | Little Sister M/T: Alexander Schroer                                                                              | Englisch           |
| Nica & Joe                       | Elevated M/T: David Jürgens, Alexander Komlew, Daniel Eisenlohr                                                   | Englisch           |
| Die Priester feat. Mojca Erdmann | Meerstern, sei gegrüßt 11. / 12. Jh., bearbeitet von Michael Knauer                                               | Latein             |
| Saint Lu                         | Craving M/T: Saint Lu, Stefan Skarbek                                                                             | Englisch           |
| Söhne Mannheims                  | One Love M/T: Tino Oac, Michael Klimas, Andreas Bayless, Kosho, Ralf Gustke, Florian Sitzmann                     | Englisch, Deutsch  |

## Ablauf

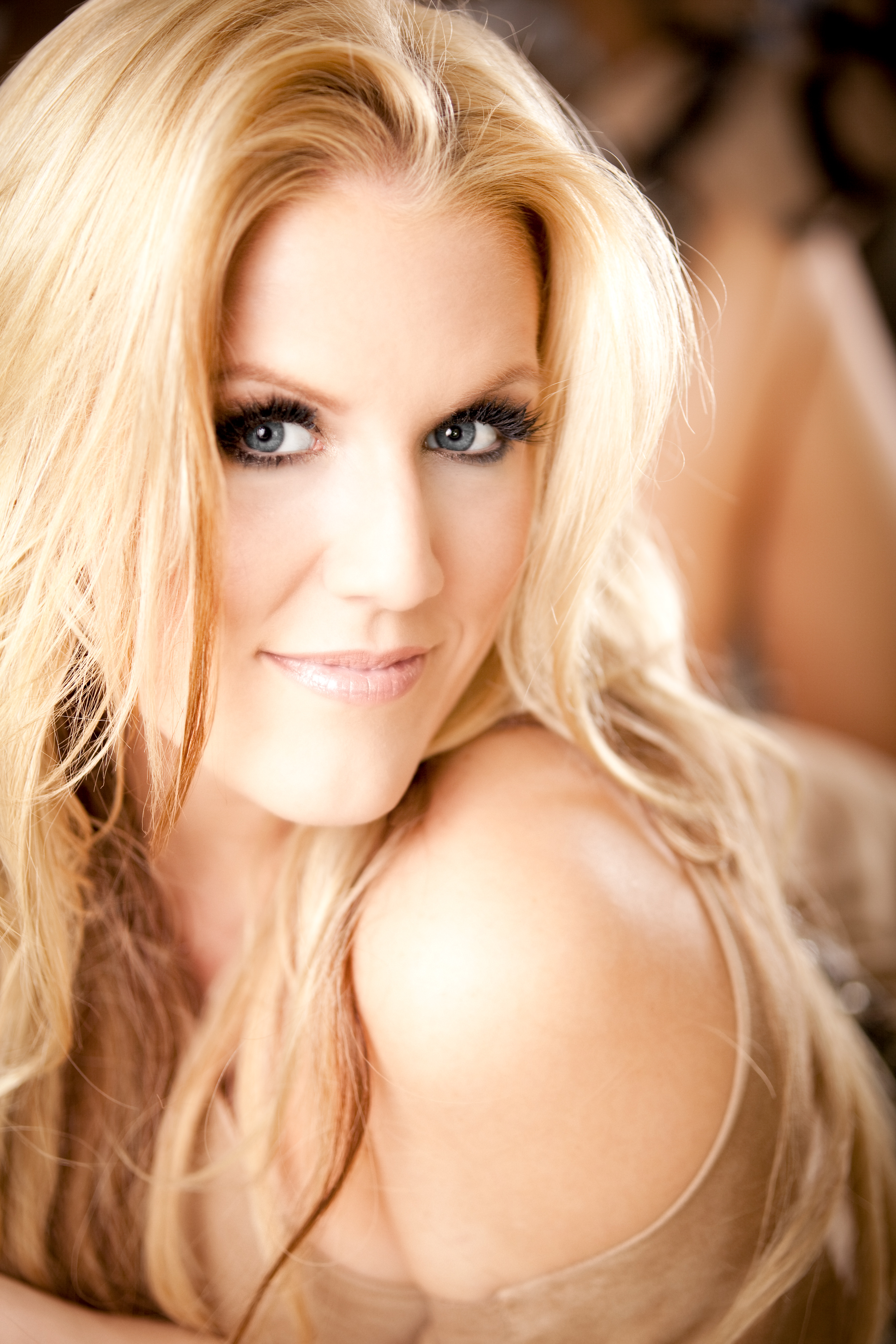
Natalie Horler, Leadsängerin des Gewinnertrios Cascada

Die Show fand am 14. Februar 2013 in der TUI Arena in Hannover statt und war im Ersten zu sehen. In der von Anke Engelke moderierten Sendung traten zu Beginn Loreen und Lena mit ihren ESC-Siegertiteln auf, danach die zwölf Kandidaten, die sich jeweils in einem kleinen Kurzfilm vor ihren Auftritten vorstellten. Loreen und Lena traten in den Pausen zwischen den Abstimmungen ein zweites Mal mit My Heart Is Refusing Me bzw. Neon (Lonely People) auf. Die Moderatoren der neun Radiosender gaben nacheinander ihre Abstimmungsergebnisse der drei Höchstplatzierten bekannt, während die Punktzahlen der weiteren Platzierten bereits eingeblendet waren. Mary Roos verlas im Anschluss das Ergebnis der Jury-Abstimmung. Zuletzt gab Anke Engelke das Zuschauerergebnis bekannt, Cascada traten mit dem Siegertitel nochmals auf.

## Ergebnisse
Nachdem LaBrassBanda in der Internetabstimmung die meisten Stimmen verbuchen konnte, siegte Cascada in der Gesamtwertung.

### Radio-/Internet-Abstimmung
| LaBrassBanda | Nackert                | 12 | 12 | 12 | 12 | 12 | 12 | 12 | 12 | 12 | 108 | 12 |
| Cascada | Glorious               | 8  | 10 | 10 | 10 | 10 | 10 | 10 | 8  | 10 | 086 | 10 |
| Betty Dittrich | LaLaLa                 | 7  | 8  | 8  | 8  | 8  | 8  | 8  | 10 | 6  | 071 | 08 |
| Söhne Mannheims | One Love               | 10 | 7  | 7  | 7  | 7  | 7  | 7  | 7  | 8  | 067 | 07 |
| Ben Ivory | The Righteous Ones     | 6  | 6  | 6  | 6  | 6  | 5  | 6  | 5  | 5  | 051 | 06 |
| Mobilée | Little Sister          | 4  | 5  | 5  | 5  | 5  | 6  | 5  | 3  | 7  | 045 | 05 |
| Nica & Joe | Elevated               | 5  | 4  | 3  | 3  | 4  | 4  | 4  | 6  | 4  | 037 | 04 |
| Finn Martin | Change                 | 3  | 3  | 4  | 4  | 3  | 3  | 3  | 4  | 3  | 030 | 03 |
| Die Priester feat. Mojca Erdmann | Meerstern, sei gegrüßt | 2  | 2  | –  | 2  | 2  | 2  | –  | 2  | –  | 012 | 02 |
| Blitzkids mvt. | Heart on the Line      | –  | –  | 2  | 1  | 1  | 1  | 2  | –  | –  | 07  | 01 |
| Mia Diekow | Lieblingslied          | 1  | 1  | –  | –  | –  | –  | 1  | 1  | 1  | 06  | 0  |
| Saint Lu | Craving                | –  | –  | –  | –  | –  | –  | –  | –  | 2  | 02  | 0  |
| Radio Punktesprecher |                        |    |    |    |    |    |    |    |    |    |     |    |
| - hr3 – Tim Frühling - MDR Jump – Lars-Christian Karde - Bremen Vier – Lea Finn - SR 1 Europawelle – Holger Büchner - SWR3 – Frederik Peters - Bayern 3 – Sebastian Winkler - Fritz – Chris Guse - NDR 2 – Ilka Petersen - 1 Live – Sabine Heinrich |                        |    |    |    |    |    |    |    |    |    |     |    |

### Zusammenfassung der Abstimmungsergebnisse
| Platz | Startnr. | Interpret                        | Lied                   | Punkte         | Punkte | Punkte    | Punkte |
| Platz | Startnr. | Interpret                        | Lied                   | Radio/Internet | Jury   | Zuschauer | Gesamt |
| ----- | -------- | -------------------------------- | ---------------------- | -------------- | ------ | --------- | ------ |
| 01.   | 12       | Cascada                          | Glorious               | 10             | 8      | 12        | 30     |
| 02.   | 07       | LaBrassBanda                     | Nackert                | 12             | 1      | 10        | 23     |
| 03.   | 10       | Söhne Mannheims                  | One Love               | 7              | 5      | 5         | 17     |
| 04.   | 06       | Saint Lu                         | Craving                | 0              | 10     | 6         | 16     |
| 04.   | 08       | Nica & Joe                       | Elevated               | 4              | 4      | 8         | 16     |
| 06.   | 03       | Blitzkids mvt.                   | Heart on the Line      | 1              | 12     | 2         | 15     |
| 07.   | 05       | Ben Ivory                        | The Righteous Ones     | 6              | 7      | 0         | 13     |
| 08.   | 01       | Finn Martin                      | Change                 | 3              | 6      | 3         | 12     |
| 08.   | 04       | Betty Dittrich                   | LaLaLa                 | 8              | 0      | 4         | 12     |
| 10.   | 11       | Die Priester feat. Mojca Erdmann | Meerstern, sei gegrüßt | 2              | 0      | 7         | 09     |
| 11.   | 02       | Mobilée                          | Little Sister          | 5              | 3      | 0         | 08     |
| 12.   | 09       | Mia Diekow                       | Lieblingslied          | 0              | 2      | 1         | 03     |

## Quoten
| Sendung              | Zuschauer | Zuschauer       | Marktanteil | Marktanteil     |
| Sendung              | Gesamt    | 14 bis 49 Jahre | Gesamt      | 14 bis 49 Jahre |
| -------------------- | --------- | --------------- | ----------- | --------------- |
| Unser Song für Malmö | 3,24 Mio. | 1,38 Mio.       | 10,4 %      | 11,5 %          |

## Kritik
Journalisten sprachen sich im Anschluss der Veranstaltung dafür aus, für die kommenden Jahre wieder auf eine Jury-Abstimmung zu verzichten. Auch auf Twitter waren die Reaktionen auf den Sieg Cascadas von Unverständnis über die Jury-Abstimmung geprägt. Andere wiesen darauf hin, dass die Abstimmung auch ohne das neue Abstimmungsverfahren so ausgegangen wäre.
Als problematisch wurde auch angesehen, dass drei der fünf Jury-Mitglieder bei derselben Plattenfirma (Universal Music) wie Cascada unter Vertrag stehen. Der NDR wies dies deutlich zurück, da die von der Jury am besten bewerteten Künstler nicht bei Universal unter Vertrag standen.
Nach dem Gewinn Cascadas wurden Plagiatsvorwürfe laut. Cascada-Sängerin Natalie Horler wies diese sofort zurück. Auch das vom NDR in Auftrag gegebene Gutachten bestätigte, dass Cascadas Glorious nur „mit ähnlichen und stiltypischen Mitteln arrangiert“ sei wie Loreens Siegertitel Euphoria aus dem Jahr 2012, es sich hierbei aber um kein Plagiat handele.